# Kostiantiwka
 Kostiantiwka (ukr. Костянтівка) – wieś na Ukrainie, w obwodzie charkowskim, w rejonie zmijiwskim. W 2001 roku liczyła 424 mieszkańców.
Pierwsza wzmianka o miejscowości pochodzi z 1661 roku.

## Literature
- Саяний М. І. Зміївщина-Слобожанщини перлина — Харків: вид. «Кроссроуд», 2009. —288 с. ISBN 978-966-8759-66-6